# جورج أبرامز
جورج أبرامز (بالإنجليزية: George Abrams)‏ هو لاعب كرة قاعدة أمريكي، ولد في 9 نوفمبر 1899 في سياتل في الولايات المتحدة، وتوفي في 5 ديسمبر 1986 في كليرواتر في الولايات المتحدة.

## وصلات خارجية
- جورج أبرامز على موقعبيزبول رفرنس.كوم (الدوري الرئيسي) (الإنجليزية)
- جورج أبرامز على موقعبيزبول رفرنس.كوم (الدوري الثانوي) (الإنجليزية)
- جورج أبرامز على موقع مشجعي الرسوم البيانية (الإنجليزية)